# Bahnhof Köln-Mülheim
Der Bahnhof Köln-Mülheim liegt im gleichnamigen Stadtteil Kölns und ist ein wichtiger Regionalbahnhof der Deutschen Bahn AG im rechtsrheinischen Köln. Der Bahnhof gliedert sich in einen Personenbahnhof an den Bahnstrecken Köln – Duisburg, Köln – Wuppertal und Köln-Mülheim – Bergisch Gladbach sowie räumlich getrennte Durchfahrgleise für Güterzüge an der Bahnstrecke Mülheim-Speldorf–Troisdorf. Seine Entwicklung geht bis auf das Jahr 1874 zurück.

## Geschichte

Der Bahnhof der CME um 1895

Eisenbahnstrecken vor der Zusammenlegung

Im 19. Jahrhundert existierten noch mehrere Bahnhöfe in Mülheim am Rhein, da alle privaten Eisenbahn-Gesellschaften ihre eigenständigen Bahnanlagen und Strecken besaßen.
Die Bahnhöfe der Köln-Mindener Eisenbahn-Gesellschaft (CME, Bahnstrecke Köln–Duisburg) und der Bergisch-Märkischen Eisenbahngesellschaft (BME, Strecken nach Elberfeld und Bergisch Gladbach – Lindlar) lagen unmittelbar nebeneinander an der Buchheimer Straße (Höhe Wiener Platz).
Lediglich der Bahnhof der Rheinischen Eisenbahngesellschaft (RhE, Bahnstrecke Mülheim-Speldorf–Troisdorf) lag schon damals am Ort des heutigen Bahnhofs Köln-Mülheim.
Als Personenverkehrshalt diente dieser Bahnhof nur bis zum 1. Juni 1886. Mit der Eröffnung der Streckenverlängerung vom Bahnhof Deutz Schiffbrücke nach Kalk Süd wurde der Personenverkehr auf der Strecke Opladen–Troisdorf eingestellt.
Nach der Verstaatlichung der Eisenbahn-Gesellschaften kam es zu langen Überlegungen, wie die dringend erforderliche Zusammenlegung der Bahnhöfe durchzuführen sei. Die Bahnhöfe der CME und BME wurden abgerissen, die Strecken nach Osten verschwenkt.
Die Bauarbeiten begannen 1903, am 1. Juli 1909 konnte der neue Bahnhof eröffnet und der gesamte Güter- und Personenverkehr über die zusammengeführten Strecken verlegt werden. Der Bahnhof hieß damals noch Mülheim am Rhein, da Mülheim erst 1914 nach Köln eingemeindet wurde und zur damaligen Zeit eine selbständige Stadt war. Dies erklärt auch die für einen Vorortbahnhof großzügig dimensionierte Anlage mit vier Bahnsteigen und sieben Gleisen.
Heute ist der Bahnhof Knotenpunkt für den Regional- und S-Bahn-Verkehr im nordöstlichen Köln und wichtiger Verknüpfungspunkt zwischen regionalem und lokalem Nahverkehr.

## Geschichtliche Entwicklung
- 1874: Eröffnung der Bahnstrecke Mülheim-Speldorf–Troisdorf der Rheinischen Eisenbahn
- 1886: Einstellung Personenverkehr Mülheim (RhE)
- 1909: Neubau des Mülheimer Bahnhofs an heutiger Stelle
- 1944: Zerstörung des Empfangsgebäudes im Zuge der Bombardierungen
- 1951: Wiederaufbau des Empfangsgebäudes in vereinfachter Form
- 1975: Eröffnung des S-Bahn-Betriebes (Bergisch Gladbach – Köln – Köln-Chorweiler)
- 1990: Eröffnung der S-Bahn-Stammstrecke
- 1997: Eröffnung der unterirdischen Stadtbahnhaltestelle Bahnhof Mülheim
- 2004ff: Umbau des Gleisvorfeldes im Rahmen des Streckenausbaus nach Köln Messe/Deutz (tief)

## Bedienung
Der Bahnhof Köln-Mülheim wird von verschiedenen Linien des Schienenpersonennahverkehrs bedient, darunter zwei Regional-Express-Linien. Nur die Züge des Rhein-Münsterland-Expresses (RE 7) durchfahren den Bahnhof planmäßig ohne Halt.
Halte des Schienenpersonenfernverkehrs gibt es nicht.
| Linie      | Linienbezeichnung | Linienverlauf | Betreiber             |
| ---------- | --- | --- | --------------------- |
| RE 1 (RRX) | NRW-Express: Aachen Hbf – Aachen-Rothe Erde – Eilendorf (ein Zugpaar) –Stolberg (Rheinl) Hbf – Eschweiler Hbf – Langerwehe – Düren – Horrem – Köln-Ehrenfeld – Köln Hbf – Köln Messe/Deutz – Köln-Mülheim – Leverkusen Mitte – Düsseldorf-Benrath – Düsseldorf Hbf – Düsseldorf Flughafen – Duisburg Hbf – Mülheim (Ruhr) Hbf – Essen Hbf – Wattenscheid – Bochum Hbf – Dortmund Hbf – Dortmund-Scharnhorst (nicht stündlich, im Wechsel mit Nordbögge) – Dortmund-Kurl – Kamen-Methler – Kamen – Bönen-Nordbögge (nicht stündlich, im Wechsel mit Dortmund-Scharnhorst) – Hamm (Westf) Hbf Stand: Fahrplanwechsel Dezember 2023                                            | 60 min | NationalExpress       |
| RE 5 (RRX) | Rhein-Express: Wesel – Friedrichsfeld (Niederrhein) (zweistdl.) – Voerde (Niederrhein) – Dinslaken – Oberhausen-Holten (zweistdl.) – Oberhausen-Sterkrade – Oberhausen Hbf – Duisburg Hbf – Düsseldorf Flughafen – Düsseldorf Hbf – Düsseldorf-Benrath – Leverkusen Mitte – Köln-Mülheim – Köln Messe/Deutz – Köln Hbf – Köln Süd – Brühl – Bonn Hbf – Bonn UN Campus – Bonn-Bad Godesberg – Oberwinter – Remagen – Sinzig (Rhein) – Bad Breisig – Andernach – Koblenz Stadtmitte – Koblenz Hbf Stand: Fahrplanwechsel Dezember 2023 | 60 min | NationalExpress       |
| RB 48      | Rhein-Wupper-Bahn: Wuppertal-Oberbarmen – Wuppertal-Barmen – Wuppertal Hbf – Wuppertal-Vohwinkel – Haan-Gruiten – Haan – Solingen Hbf – Leichlingen – Opladen – Leverkusen-Manfort – Köln-Mülheim – Köln Messe/Deutz – Köln Hbf – Köln West – Köln Süd – Hürth-Kalscheuren – Brühl – Sechtem – Roisdorf – Bonn Hbf – Bonn UN Campus – Bonn-Bad Godesberg – Bonn-Mehlem Stand: Fahrplanwechsel Dezember 2021 | 30 min (W-Oberbarmen–Köln) 30 (HVZ)/60 min (Köln–Bonn Hbf) 60 min (Bonn Hbf–Bonn-Mehlem)                                                        | National Express Rail |
| S 6        | Essen Hbf – Essen Süd – E-Stadtwald – E-Hügel – E-Werden – Kettwig – Kettwig Stausee – Hösel – Ratingen Ost – D-Rath – D-Rath Mitte – D-Derendorf – D-Zoo – D-Wehrhahn – Düsseldorf Hbf – D-Volksgarten – D-Oberbilk – D-Eller Süd – D-Reisholz – D-Benrath – D-Garath – D-Hellerhof – Langenfeld-Berghausen – Langenfeld (Rheinland) – Lev.-Rheindorf – Lev.-Küppersteg – Leverkusen Mitte – Lev.-Chempark – K-Stammheim – K-Mülheim – K-Buchforst – K-Messe/Deutz – Köln Hbf – K-Hansaring – K-Nippes (– K-Geldernstr./Parkgürtel – K-Longerich – K-Volkhovener Weg – K-Chorweiler – K-Chorweiler Nord – K-Blumenberg – K-Worringen) Stand: Fahrplanwechsel Dezember 2023 | 20 min (werktags) 30 min (sonn-/feiertags, Essen–Düsseldorf auch samstags) Nippes–Worringen nur werktags 5–20 Uhr und sonn-/feiertags 11–21 Uhr | DB Regio              |
| S 11       | D-Flughafen Terminal – D-Unterrath – D-Derendorf – D-Zoo – D-Wehrhahn – Düsseldorf Hbf – D-Friedrichstadt – D-Bilk – D-Völklinger Straße – D-Hamm – NE Rheinparkcenter – NE Am Kaiser – Neuss Hbf – Neuss Süd – Norf – NE-Allerheiligen – Nievenheim – Dormagen – Dormagen-Chempark – Köln-Worringen – K-Blumenberg – K-Chorweiler Nord – K-Chorweiler – K-Volkhovener Weg – K-Longerich – K-Geldernstraße/Parkgürtel – K-Nippes – K-Hansaring – Köln Hbf – K-Messe/Deutz – K-Buchforst – K-Mülheim – K-Holweide – K-Dellbrück – Duckterath – Bergisch Gladbach Stand: Fahrplanwechsel Dezember 2023                                                                        | 20 min | DB Regio NRW          |

Im Busverkehr verkehren folgende Linien:
| Linie | Fahrstrecke |
| ----- | --- |
| 150   | Kalk, Corintostraße – Bahnhof Deutz/Messe – Thermalbad – Mülheim, Wiener Platz – Schanzenstraße/Schauspielhaus – Schanzenstr. Nord – Bf Mülheim                                                                                              |
| 151   | Porz, Markt – Bahnhof Porz – Urbach – Eil – Finkenberg – Gremberghoven – Maarhäuser Weg – Frankfurter Straße – Ostheim – Höhenberg – Buchheim – Bf Mülheim – Mülheim, Wiener Platz – Bruder-Klaus-Siedlung – Stammheim – Flittard – Chempark |
| 152   | Porz, Markt – Bahnhof Porz – Urbach – Eil – Finkenberg – Gremberghoven – Steinstraße – Frankfurter Straße – Ostheim – Höhenberg – Buchheim – Bf Mülheim – Mülheim, Wiener Platz – Bruder-Klaus-Siedlung – Stammheim – Flittard – Chempark    |
| 153   | Bahnhof Deutz/LANXESS arena – Deutz – Humboldt/Gremberg – Vingst – Höhenberg – Buchheim – Bf Mülheim – Mülheim, Wiener Platz – Düsseldorfer Straße – Stammheim – Neuer Mülheimer Friedhof                                                    |

## Diskussion um Rhein-Ruhr-Express
In welchem Umfang der Rhein-Ruhr-Express (RRX), welcher künftig die Regionalzüge RE 1 und RE 5 ersetzen soll, in Köln-Mülheim halten wird, ist noch nicht geklärt. Im Jahr 2016 hatte der damalige nordrhein-westfälische Verkehrsminister Michael Groschek angekündigt, dieser Halt werde durch den RRX nicht bedient werden können. Dieses würde bedeuten, dass es keine direkte Verbindung mit der Landeshauptstadt Düsseldorf mehr gibt und sich der Zeitaufwand für Pendler erhöht. Aus Reihen der Bürgerinitiative RRX für Köln-Mülheim wurde die Befürchtung geäußert, viele Pendler würden auf das Auto umsteigen, wodurch sich Probleme um Luft-Schadstoffwerte in dem hiervon ohnehin belasteten Stadtteil verschlimmern würden. Der Zweckverband Nahverkehr Rheinland (NVR) hat 2017 eine Machbarkeits-Studie vorgelegt, welche entgegen der Einschätzung des Bundes einem RRX-Halt durchaus eine wirtschaftliche Vertretbarkeit zuschreibt. Damit es durch den Halt keine Behinderungen für den durchfahrenden Fernverkehr gäbe, müsste ein zusätzliches Gleis gebaut werden. Die Studie des NVR geht, basierend auch auf der Annahme eines starken Bevölkerungswachstums im rechtsrheinischen Teil Kölns, von täglich 18.200 Pendlern ab dem Jahr 2030 aus, was einem Anstieg von 4900 Ein- und Ausstiegen im Vergleich zu Zahlen aus dem Jahr 2017 entsprechen würde.

## Ausbildungs-Reisezentrum

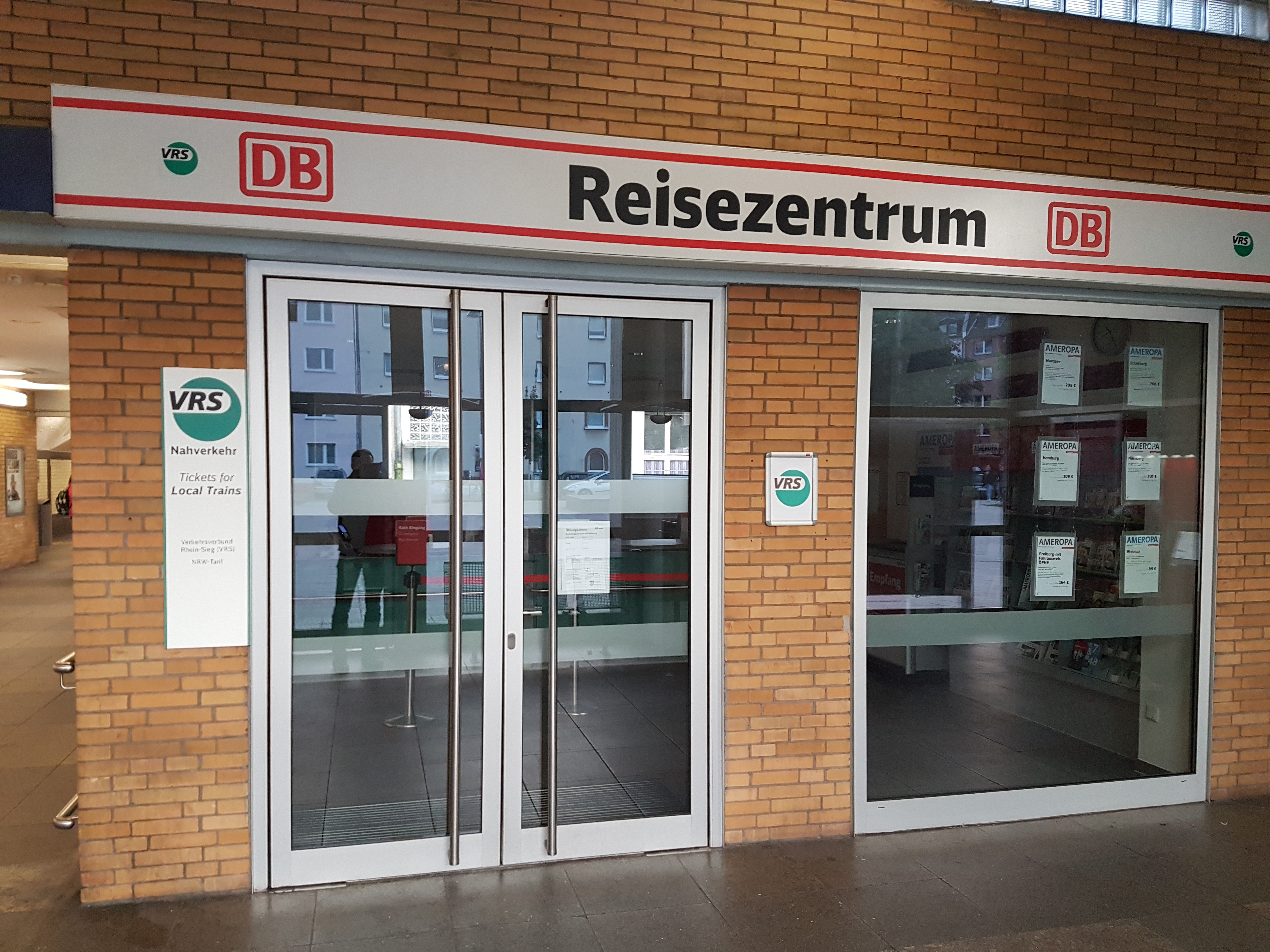
Reisezentrum

Im Empfangsgebäude befand sich bis 2017 das einzige Ausbildungs-Reisezentrum der Deutschen Bahn in ganz Nordrhein-Westfalen, welches eigenverantwortlich von Auszubildenden an den Schaltern betrieben wurde. Auszubildende des Bereichs der Reiseberatung aus dem ganzen Bundesland verbrachten hier mehrere Wochen im ersten und zweiten Lehrjahr. Für den Fall auftretender Schwierigkeiten war ein Ausbilder anwesend. Es wird seit 2018 als gewöhnliches Reisezentrum weiter betrieben.

## U-Bahnhof „Bahnhof Mülheim“
Am südlichen Ende des Bahnhofsbereiches überqueren die Gleise die Frankfurter Straße. Dort wurde ein Tunnel für die Stadtbahn angelegt, welche unterhalb der Bahnunterquerung einen Haltepunkt mit einem Mittelbahnsteig und zwei Gleisen erhielt, der 1997 eröffnet wurde und wie alle neueren Tunnelbahnhöfe der Kölner Stadtbahn bei einer Bahnsteiglänge von 90 Metern für Dreifachtraktionen der Stadtbahnwagen ausgelegt ist. Der Bahnsteig mit den Gleisen für die S-Bahn wurde nach Süden verlängert, so dass ein Aufzug die Bahnsteige der S-Bahn und der Stadtbahn direkt miteinander verbindet. Von einem Zwischengeschoss aus sind beide Bahnsteige mit Treppen und Rolltreppen erreichbar. Die Bahnsteige des Regionalverkehrs hingegen sind nur durch den Bahnhofstunnel und das Empfangsgebäude zu erreichen.
Auf der Strecke verkehren derzeit die beiden Stadtbahnlinien 13 und 18. Außerdem halten am Bahnhof noch die Buslinien 150, 151, 152 und 153  der Kölner Verkehrs-Betriebe (KVB).
| Linie | Linienverlauf | Takt |
| ----- | --- | --- |
| 13    | Sülzgürtel – Zülpicher Straße/Gürtel – Lindenthal – Aachener Str./Gürtel – Venloer Straße/Gürtel (Bf. Ehrenfeld) – U Geldernstraße/Parkgürtel – Neusser Straße/Gürtel – Riehl – U Mülheim Wiener Platz – U Bf. Mülheim – Buchheim – Holweide | 10 min |
| 18    | Thielenbruch – Dellbrück – Holweide – Buchheim – U Bf Mülheim – U Mülheim Wiener Platz – Zoo/Flora – U Reichenspergerplatz – U Ebertplatz – U Breslauer Platz/Hbf – U Dom/Hbf – U Appellhofplatz (Breite Straße) – U Neumarkt – Barbarossaplatz – Eifelwall – Klettenberg – Efferen – Hürth-Hermülheim – Fischenich – Brühl-Vochem – Brühl Mitte – Badorf – Schwadorf – Walberberg – Merten – Waldorf – Dersdorf – Bornheim – Roisdorf West – Alfter – Dransdorf – Bonn West – Bonn Hbf | 10 min (Thielenbruch–Buchheim) 5 min (Buchheim–Klettenberg) 10 min (Klettenberg–Schwadorf) 20 min (Schwadorf–Bonn) |